# Some Type of Love
Some Type of Love é o extended play (EP) de estreia do cantor norte-americano Charlie Puth, lançado a 1 de maio de 2015.

## Alinhamento de faixas
| N.º            | Título                             | Duração |  |
| 1.             | "I Won't Tell a Soul"              | 3:08    |  |
| 2.             | "Marvin Gaye" (com Meghan Trainor) | 3:07    |  |
| 3.             | "Some Type of Love"                | 3:05    |  |
| 4.             | "Suffer"                           | 3:30    |  |
| Duração total: | Duração total:                     | 12:49   |  |

## Desempenho nas tabelas musicais

### Posições
| Tabela musical (2015)                         | Melhor posição |
| --------------------------------------------- | -------------- |
| Estados Unidos - Billboard 200                | 37             |
| Estados Unidos - Billboard Heatseekers Albums | 3              |